# Сериков, Василий Дмитриевич

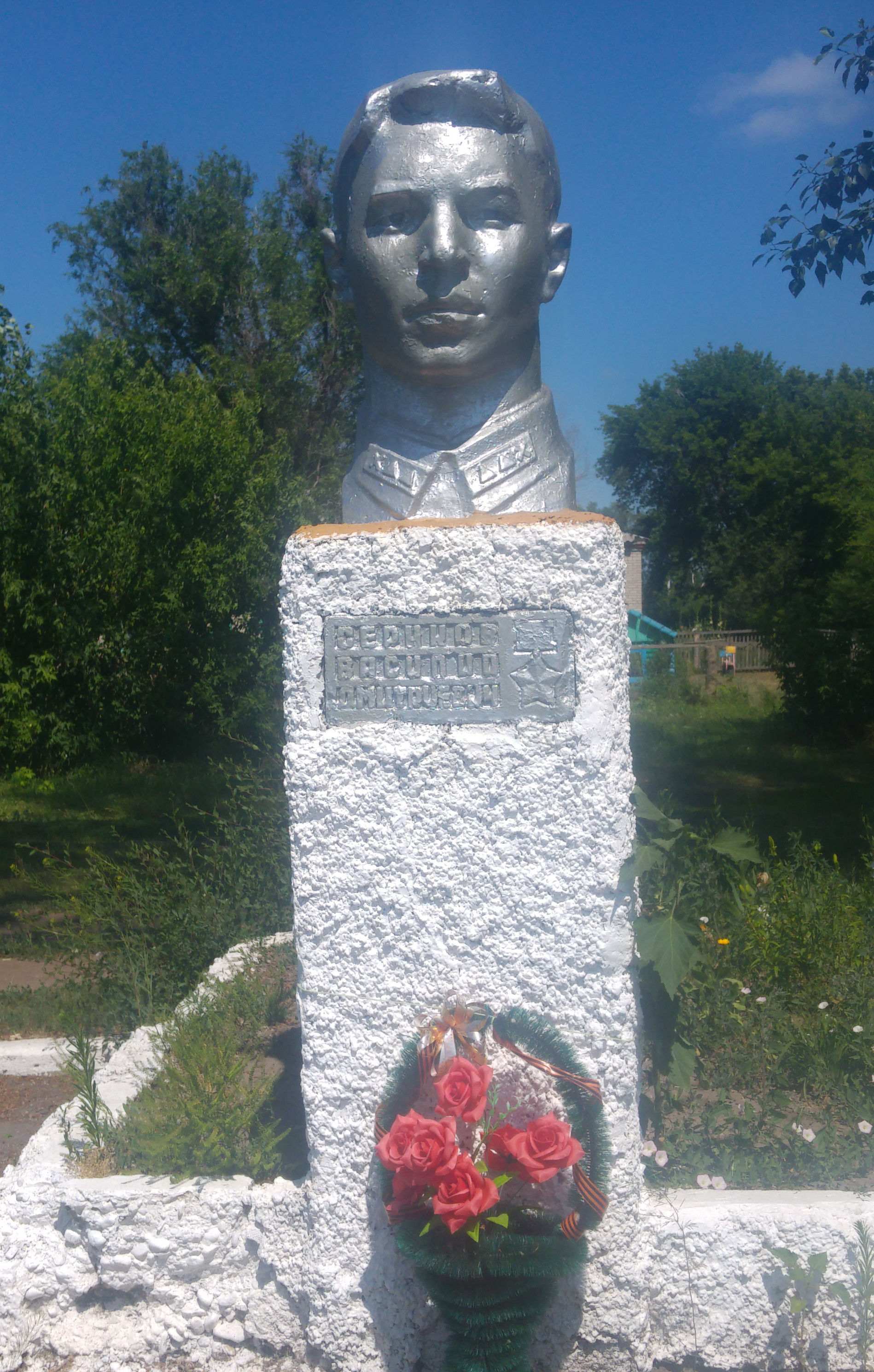
Памятник Герою Советского Союза Серикову Василию Дмитриевичу в селе Порожнее

Василий Дмитриевич Сериков (1919, Порожнее, Алтайская губерния — 3 октября 1943, Черниговская область) — сержант Рабоче-крестьянской Красной Армии, участник Великой Отечественной войны, Герой Советского Союза (1943).

## Биография
Василий Сериков родился в 1919 году в селе Порожнее (ныне — Шипуновский район Алтайского края). После окончания четырёх классов школы и курсов трактористов работал сначала в колхозе, затем в машинно-тракторной станции. С 1942 года — на фронтах Великой Отечественной войны.
К сентябрю 1943 года сержант Василий Сериков командовал орудием 288-го стрелкового полка 181-й стрелковой дивизии 13-й армии Центрального фронта. Отличился во время битвы за Днепр. 22 сентября 1943 года, когда при переправе в районе деревни Берёзка Брагинского района Гомельской области Белорусской ССР затонул паром с двумя противотанковыми орудиями, Сериков первым бросился в воду и помог вытащить их на берег. 27 сентября 1943 года Сериков вместе со своим расчётом уничтожил немецкий шестиствольный миномёт, мешавший продвижению вперёд. 3 октября 1943 года Сериков погиб в бою. 
Похоронен в братской могиле в сквере имени Попудренко в центральной части города Чернигов.
Указом Президиума Верховного Совета СССР от 16 октября 1943 года за «мужество и героизм, проявленные при форсировании Днепра и удержании плацдарма на его правом берегу» сержант Василий Сериков посмертно был удостоен высокого звания Героя Советского Союза. Также был награждён орденом Ленина и рядом медалей.
В честь Серикова названа улица в Чернигове и селе Порожнее, установлен бюст в Шипуново и селе Порожнее.